# 강릉 칠사당
칠사당(七事堂)은 강릉대도호부 관아 구역 내에 있으며, 조선 시대 지방 수령의 집무처로 사용되어 온 동헌(東軒) 건물이다. 현재 대한민국 강원특별자치도 강릉시 명주동에 위치한다. 1971년 12월 16일 강원특별자치도의 유형문화재 제7호로 지정되었다.

## 역사
칠사당이라는 명칭은 조선시대 수령의 주요 업무가 칠사(七事)로 규정되었던 데서 연유하여 명명한 것으로 보인다. 칠사란 농사, 호구, 교육, 병무, 세금, 재판, 풍속을 말한다. 최초 건립연대는 확실치 않으나, 1632년(인조 10년)에 중건하고, 영조 2년(1726)에 크게 확장하였다. 이후 1867년(고종 4년) 화재로 소실된 것을 부사 조명하가 이듬해에 다시 지었다. 일제시대부터 1958년까지 군수나 시장의 관사로 사용되다가 1980년에 다시 옛 모습을 되찾았다.

## 구조
정면 7칸 측면 4칸의 5량가 팔작지붕 건물로, 실 배치는 중앙 대청마루를 기준으로 왼쪽은 온돌방 1칸과 마루방 2칸, 누마루 2칸, 그리고 대청에서 누마루로 올라갈 수 있도록 툇마루 앞으로 대청마루보다 높은 작은 툇마루를 덧달은 ㄱ자형 구조이다. 누마루 연결부분에는 다락방을 두었고 본 건물 왼쪽 1칸에는 온돌방을 설치하였다. 가운데 3칸은 대청마루를 두고 온돌방과 툇마루를 좌우에 두어 대청마루와 연결시켰다.
중수‧중건 시기, 시대적 배경, 역사적 인물과 사건 등이 기록으로 남아있는 점, 관아건물로 대청마루 등 다양한 마루의 높낮이를 달리하여 공간의 변화와 위계를 구분하고 있는 평면 형태와 구성, 바닷가에 자리한 지역적 특성을 나타내는 물고기 모양 화반과 삼익공의 공포 형식 등의 특징을 지니고 있다는 점 등을 고려할 때 남아있는 지방의 동헌 건물 중 매우 독특한 가치를 지닌다.

## 인근 시설
강릉대도호부 동헌이었던 칠사당 주변에는 다음과 같은 주요 관아 건물이 있었다.
- 내아(內衙) : 지방관 및 지방관 가족 생활 공간 (칠사당 동쪽 소재)
- 문루(門樓) : 강릉 대도호부 동헌 정문 (칠사당 남쪽 소재)
- 군관청(軍官廳) : 군관 업무 공간 (문루 앞 소재)
- 부사(府司) : 호장(戶長) 공간 (칠사당 동쪽 소재)
- 질청[作廳] : 아전(衙前) 공간 (부사 남쪽 소재)
- 향청(鄕廳) : 유향소(留鄕所) 공간 (칠사당 서남쪽 소재)
- 임영관(臨瀛館) : 강릉 객사 (칠사당 동북쪽 소재)

## 같이 보기
- 동헌
- 강릉대도호부 관아

## 참고 자료
- 유형문화재 시기 칠사당 설명 - 국가유산청 국가유산포털
- 이 문서에는 문화재청에서 공공누리 제1유형으로 배포된 자료를 바탕으로 한 내용이 포함되어 있습니다.